# Jorge Giacinti
Jorge Alberto Giacinti (* 21. Juni 1974 in Almafuerte) ist ein argentinischer Radrennfahrer.

## Leben
Seinen ersten Erfolg feierte Jorge Giacinti 2002 mit einem Etappensieg bei der Volta do Rio de Janeiro. Zwei Jahre später konnte er mit der Uruguay-Rundfahrt sein erstes Etappenrennen für sich entscheiden. Während der Saison 2005 gewann er die beiden brasilianischen Rundfahrten Volta do Estado de Sao Paulo und Volta de Ciclistica de Porto Alegre. Zwei Jahre später gewann Giacinti die Gesamtwertung der Tour de San Luis und die bei der Vuelta a Peru.

## Erfolge
1997
- Argentinischer Meister – Straßenrennen

1999
- Argentinischer Meister – Straßenrennen

2002
- eine Etappe Volta do Rio de Janeiro

2004
- Gesamtwertung Uruguay-Rundfahrt

2005
- Gesamtwertung Volta do Estado de Sao Paulo
- Gesamtwertung Volta de Ciclistica de Porto Alegre

2007
- eine Etappe und Gesamtwertung Tour de San Luis
- Gesamtwertung Vuelta Ciclista Por Un Chile Líder

2009
- eine Etappe Giro del Sol San Juan
- eine Etappe Tour de San Luis

2010
- eine Etappe Giro do Interior de São Paulo
- eine Etappe Volta Ciclistica International do Paraná

2011
- eine Etappe Vuelta Ciclista de Chile

2013
- eine Etappe und Mannschaftszeitfahren Vuelta a Bolivia

## Teams
- 2008–2010 Scott-Marcondes Cesar
- 2011 São José dos Campos
- 2012 San Luis Somos Todos
- 2013 San Luis Somos Todos